# Narcissus × fosteri
Narcissus × fosteri là một loài thực vật có hoa lai ghép trong họ Amaryllidaceae. Loài này được Irwing mô tả khoa học đầu tiên năm 1910.